# Arçon (Doubs)
Pour les articles homonymes, voir Arçon.
Arçon (Aichon en arpitan) est une commune française située dans le département du Doubs, la région culturelle et historique de Franche-Comté et la région administrative Bourgogne-Franche-Comté.

## Géographie
Arçon est située à 6 kilomètres de Pontarlier au cœur du Haut-Doubs. Contrairement aux idées reçues, Arçon ne se situe pas dans le Saugeais mais à sa frontière.

### Climat
Pour des articles plus généraux, voir Climat de la Bourgogne-Franche-Comté et Climat du Doubs.
En 2010, le climat de la commune est de type climat de montagne, selon une étude du Centre national de la recherche scientifique s'appuyant sur une série de données couvrant la période 1971-2000. En 2020, Météo-France publie une typologie des climats de la France métropolitaine dans laquelle la commune est exposée à un climat de montagne ou de marges de montagne et est dans la région climatique Jura, caractérisée par une forte pluviométrie en toutes saisons (1 000 à 1 500 mm/an), des hivers rigoureux et un ensoleillement médiocre.
Pour la période 1971-2000, la température annuelle moyenne est de 7,7 °C, avec une amplitude thermique annuelle de 16,4 °C. Le cumul annuel moyen de précipitations est de 1 536 mm, avec 12,9 jours de précipitations en janvier et 11,1 jours en juillet. Pour la période 1991-2020, la température moyenne annuelle observée sur la station météorologique de Météo-France la plus proche, « Pontarlier », sur la commune de Pontarlier à 5 km à vol d'oiseau, est de 8,8 °C et le cumul annuel moyen de précipitations est de 1 463,6 mm. 
La température maximale relevée sur cette station est de 38 °C, atteinte le 25 juillet 2019 ; la température minimale est de −32 °C, atteinte le 12 janvier 1987,,.
Les paramètres climatiques de la commune ont été estimés pour le milieu du siècle (2041-2070) selon différents scénarios d'émission de gaz à effet de serre à partir des nouvelles projections climatiques de référence DRIAS-2020. Ils sont consultables sur un site dédié publié par Météo-France en novembre 2022.

## Urbanisme

### Typologie
Au 1er janvier 2024, Arçon est catégorisée commune rurale à habitat dispersé, selon la nouvelle grille communale de densité à 7 niveaux définie par l'Insee en 2022.
Elle est située hors unité urbaine. Par ailleurs la commune fait partie de l'aire d'attraction de Pontarlier, dont elle est une commune de la couronne,. Cette aire, qui regroupe 54 communes, est catégorisée dans les aires de moins de 50 000 habitants,.

### Occupation des sols

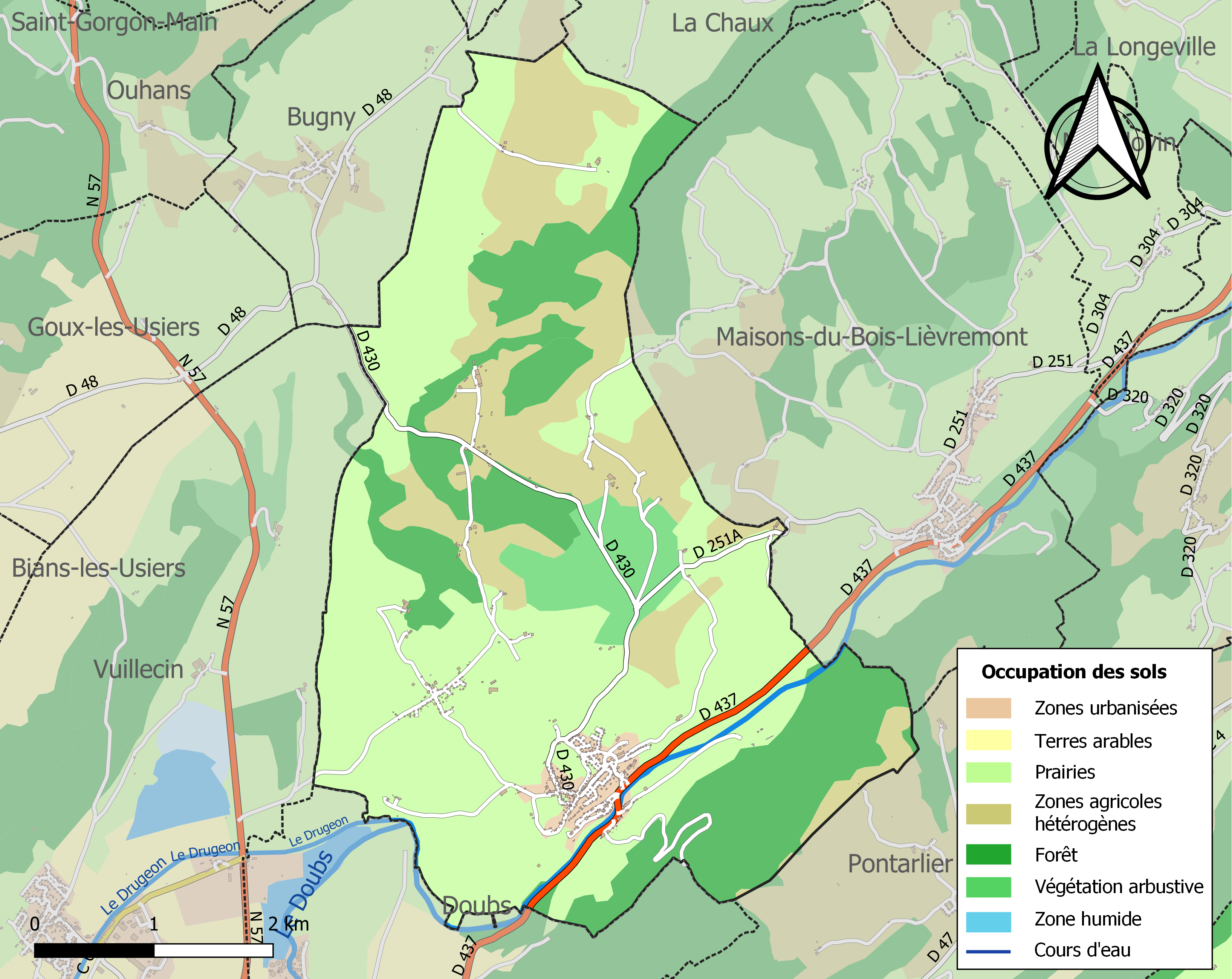
Carte des infrastructures et de l'occupation des sols de la commune en 2018 (CLC).

L'occupation des sols de la commune, telle qu'elle ressort de la base de données européenne d’occupation biophysique des sols Corine Land Cover (CLC), est marquée par l'importance des territoires agricoles (70 % en 2018), une proportion sensiblement équivalente à celle de 1990 (70,7 %). La répartition détaillée en 2018 est la suivante : 
prairies (50 %), forêts (22,6 %), zones agricoles hétérogènes (20 %), milieux à végétation arbustive et/ou herbacée (5 %), zones urbanisées (2,3 %).
L'IGN met par ailleurs à disposition un outil en ligne permettant de comparer l’évolution dans le temps de l’occupation des sols de la commune (ou de territoires à des échelles différentes). Plusieurs époques sont accessibles sous forme de cartes ou photos aériennes : la carte de Cassini (XVIIIe siècle), la carte d'état-major (1820-1866) et la période actuelle (1950 à aujourd'hui).

## Toponymie
Arcum en 1141 ; Arcion en 1162 ; Arcions en 1169 ; Arzum en 1173 ; Arzuns en 1178 ; Villa Arcomb en 1228 ; Villa d'Arcon en 1344.

## Politique et administration

### Liste des maires
| Période                                  | Période   | Identité          | Étiquette | Qualité                                     |
| ---------------------------------------- | --------- | ----------------- | --------- | ------------------------------------------- |
| ?                                        | ?         | Rodolphe Mockly   | UDR       | Conseiller général                          |
| ?                                        | mars 2001 | Félix Maugain     |           |                                             |
| mars 2001                                | 2008      | Alain Maisier     | DVG       |                                             |
| mars 2008                                | 2014      | Bernard Laithier  |           | Vice-président de la communauté de communes |
| mars 2014                                |           | Alain Girardet    | SE        | Retraité                                    |
|                                          | 2020      | Philippe Girard   |           |                                             |
| 2020                                     | 2021      | Jean-Michel Pujol |           |                                             |
| décembre 2021                            | En cours  | Fabien Henriet    |           |                                             |
| Les données manquantes sont à compléter. |           |                   |           |                                             |

## Démographie
Les habitants sont surnommés les Cailleux, surnom péjoratif donné par les Saugeais.
L'évolution du nombre d'habitants est connue à travers les recensements de la population effectués dans la commune depuis 1793. Pour les communes de moins de 10 000 habitants, une enquête de recensement portant sur toute la population est réalisée tous les cinq ans, les populations de référence des années intermédiaires étant quant à elles estimées par interpolation ou extrapolation. Pour la commune, le premier recensement exhaustif entrant dans le cadre du nouveau dispositif a été réalisé en 2005.

En 2022, la commune comptait 955 habitants, en évolution de +13,83 % par rapport à 2016 (Doubs : +1,88 %, France hors Mayotte : +2,11 %).
| 1793 | 1800 | 1806 | 1821 | 1831 | 1836 | 1841 | 1846 | 1851 |
| ---- | ---- | ---- | ---- | ---- | ---- | ---- | ---- | ---- |
| 727  | 762  | 700  | 761  | 697  | 748  | 756  | 800  | 769  |

| 1856 | 1861 | 1866 | 1872 | 1876 | 1881 | 1886 | 1891 | 1896 |
| ---- | ---- | ---- | ---- | ---- | ---- | ---- | ---- | ---- |
| 774  | 743  | 695  | 654  | 678  | 669  | 664  | 633  | 593  |

| 1901 | 1906 | 1911 | 1921 | 1926 | 1931 | 1936 | 1946 | 1954 |
| ---- | ---- | ---- | ---- | ---- | ---- | ---- | ---- | ---- |
| 573  | 626  | 602  | 528  | 585  | 575  | 523  | 488  | 516  |

| 1962 | 1968 | 1975 | 1982 | 1990 | 1999 | 2005 | 2006 | 2010 |
| ---- | ---- | ---- | ---- | ---- | ---- | ---- | ---- | ---- |
| 513  | 513  | 571  | 650  | 665  | 695  | 744  | 750  | 771  |

| 2015 | 2020 | 2022 | - | - | - | - | - | - |
| ---- | ---- | ---- | - | - | - | - | - | - |
| 820  | 930  | 955  | - | - | - | - | - | - |

## Culture locale et patrimoine

### Lieux et monuments
- Stade de biathlon Florence-Baverel : inauguré le 14 septembre 2009, étendu en 2019[23].
- Église de l'Assomption : une chapelle est construite en 1486. Mais une église est construite sur le même emplacement en 1830-1844.
- Monument aux morts, situé au chevet de l'église de l'Assomption, à côté de la mairie, rue des Tilleuls. Il est surmonté de la statue du Poilu baïonnette au canon (d), réalisée par Étienne Camus.

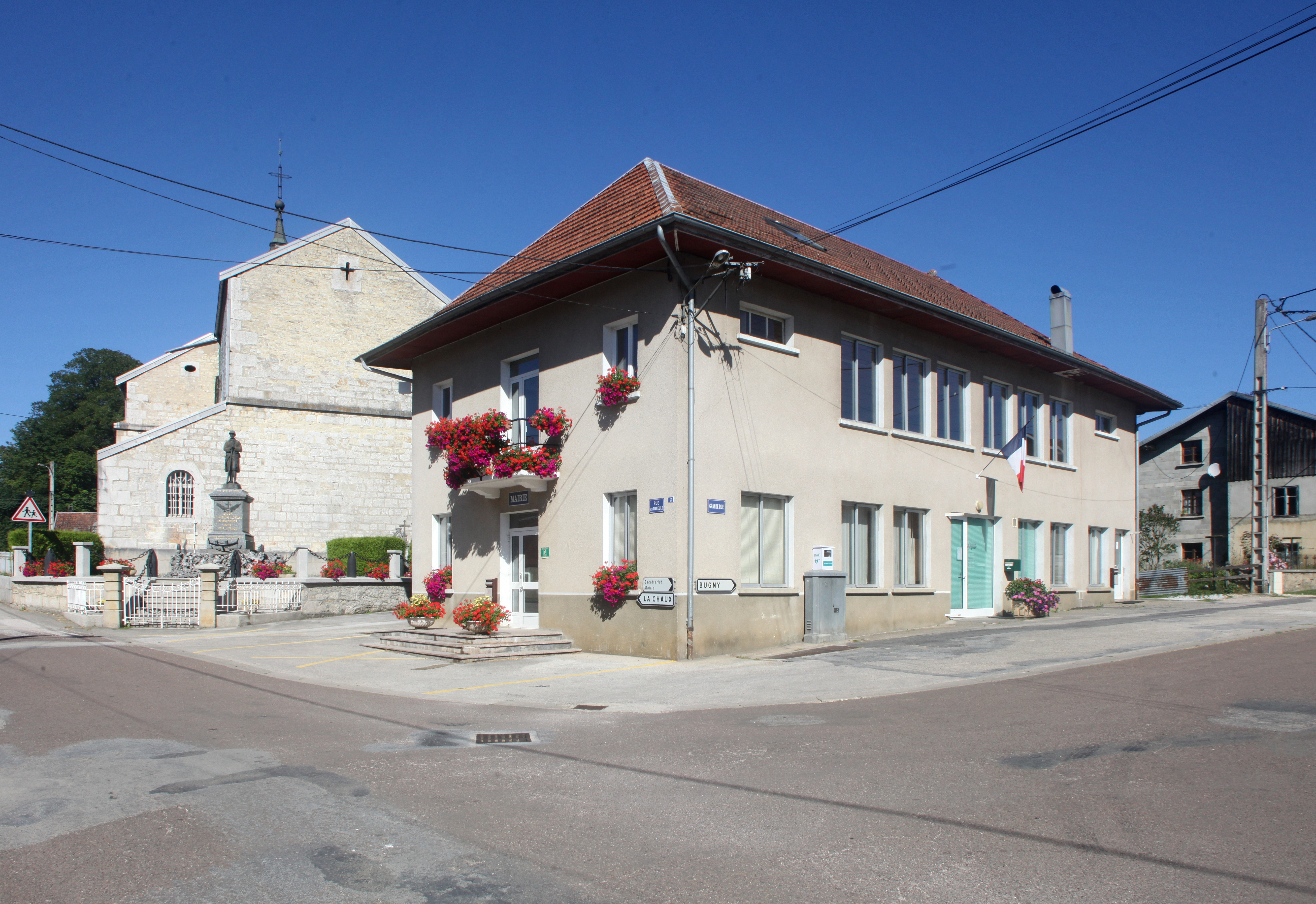
Mairie.
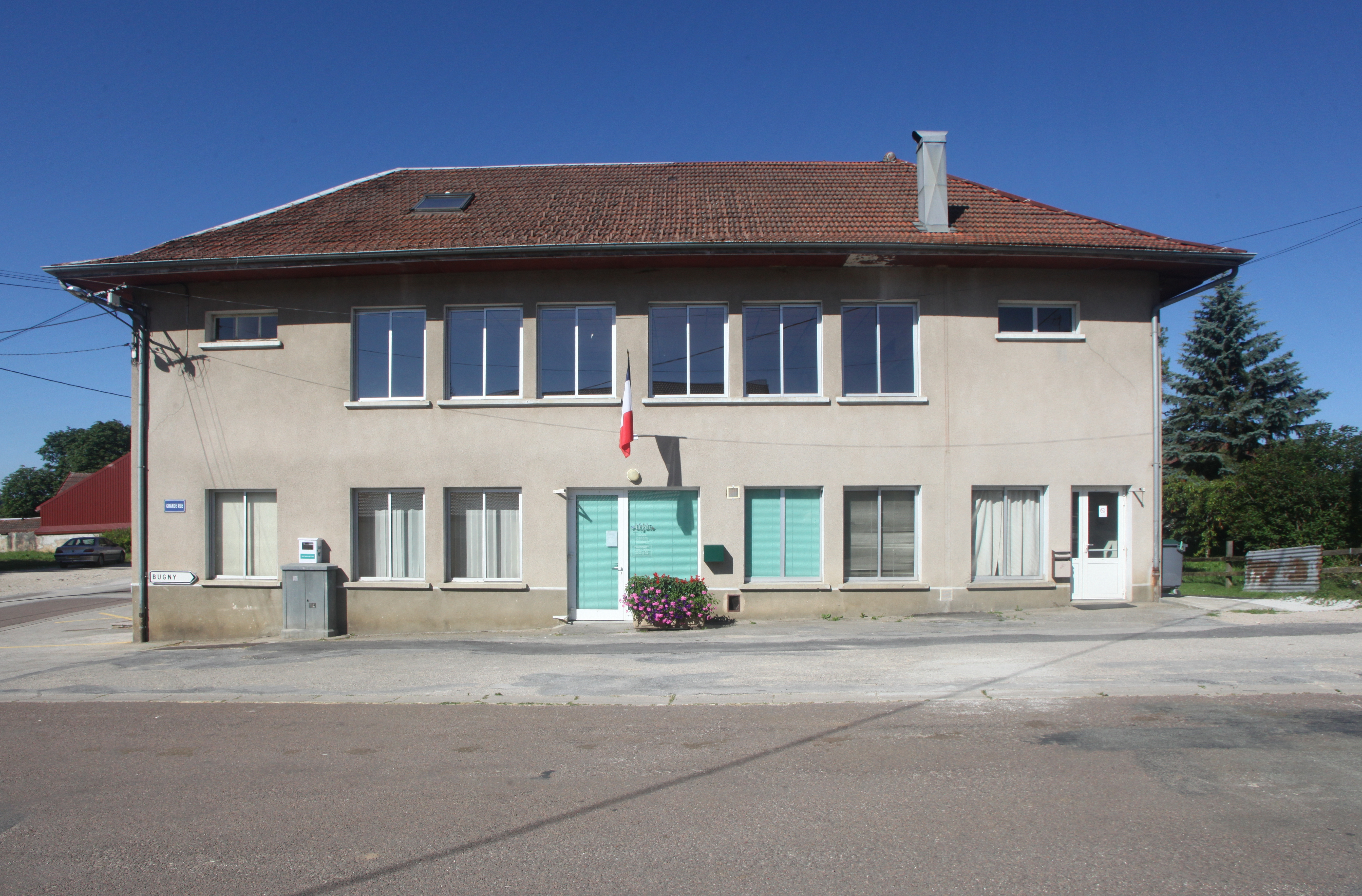
Mairie.
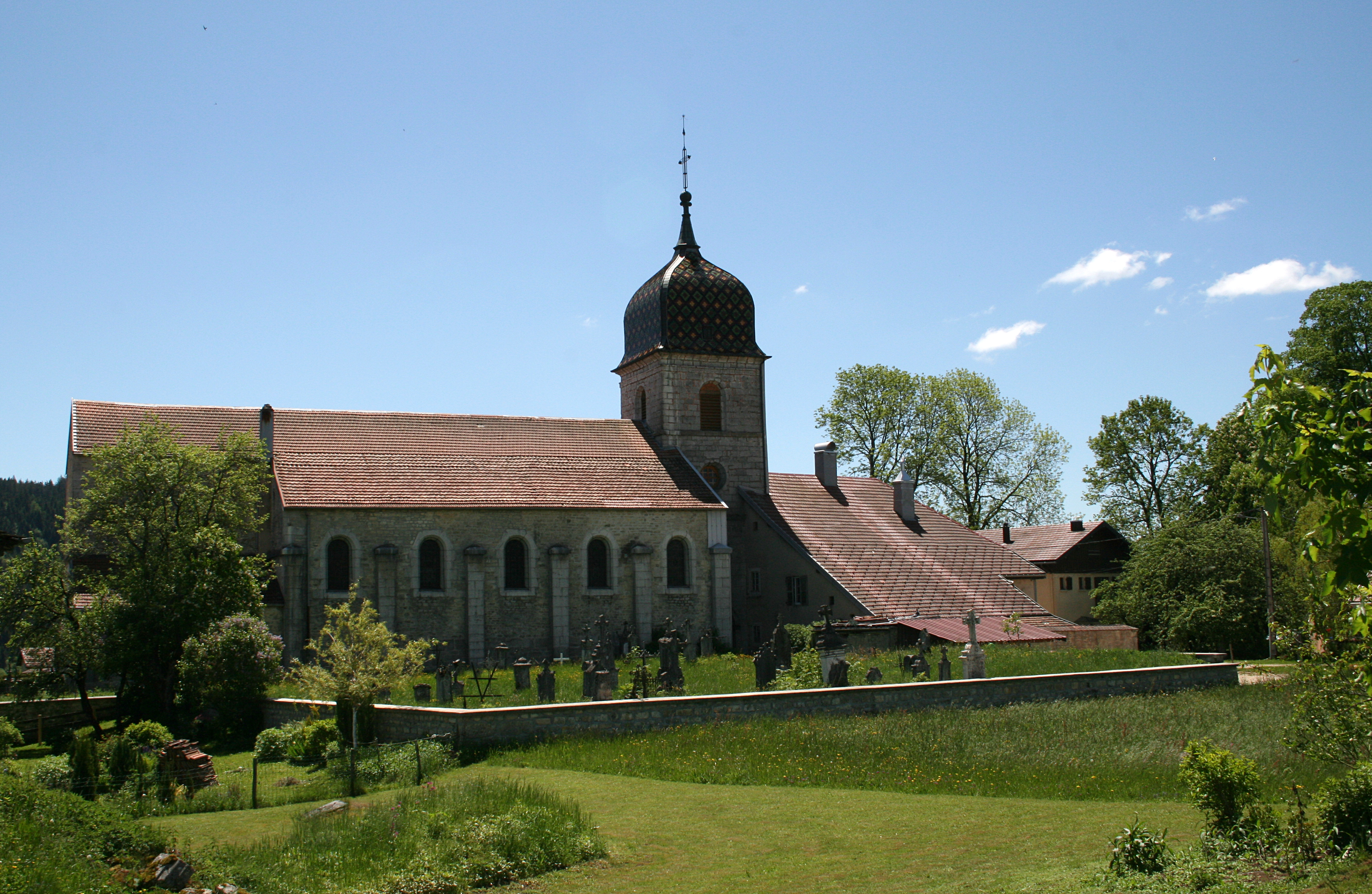
Église.
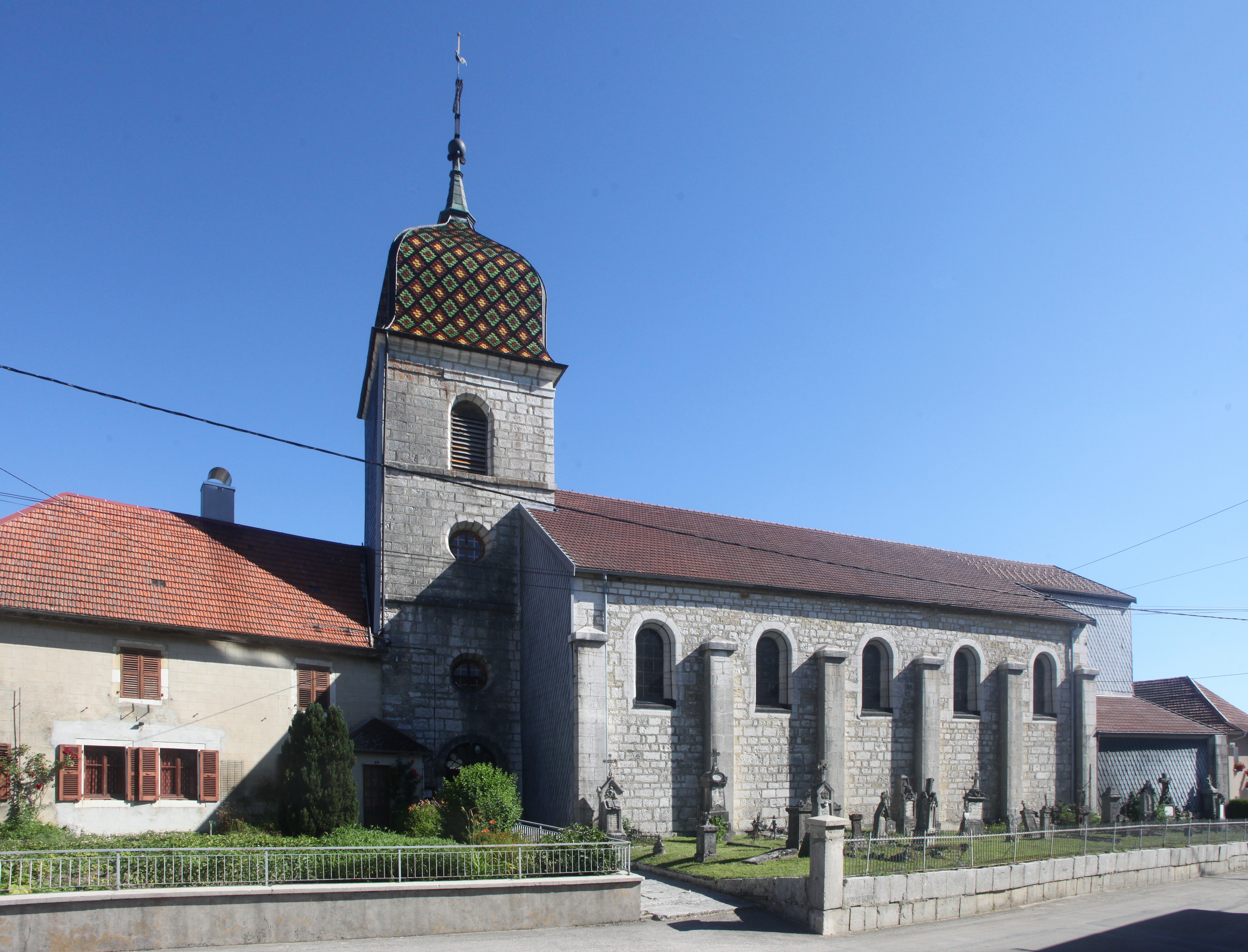
Église.
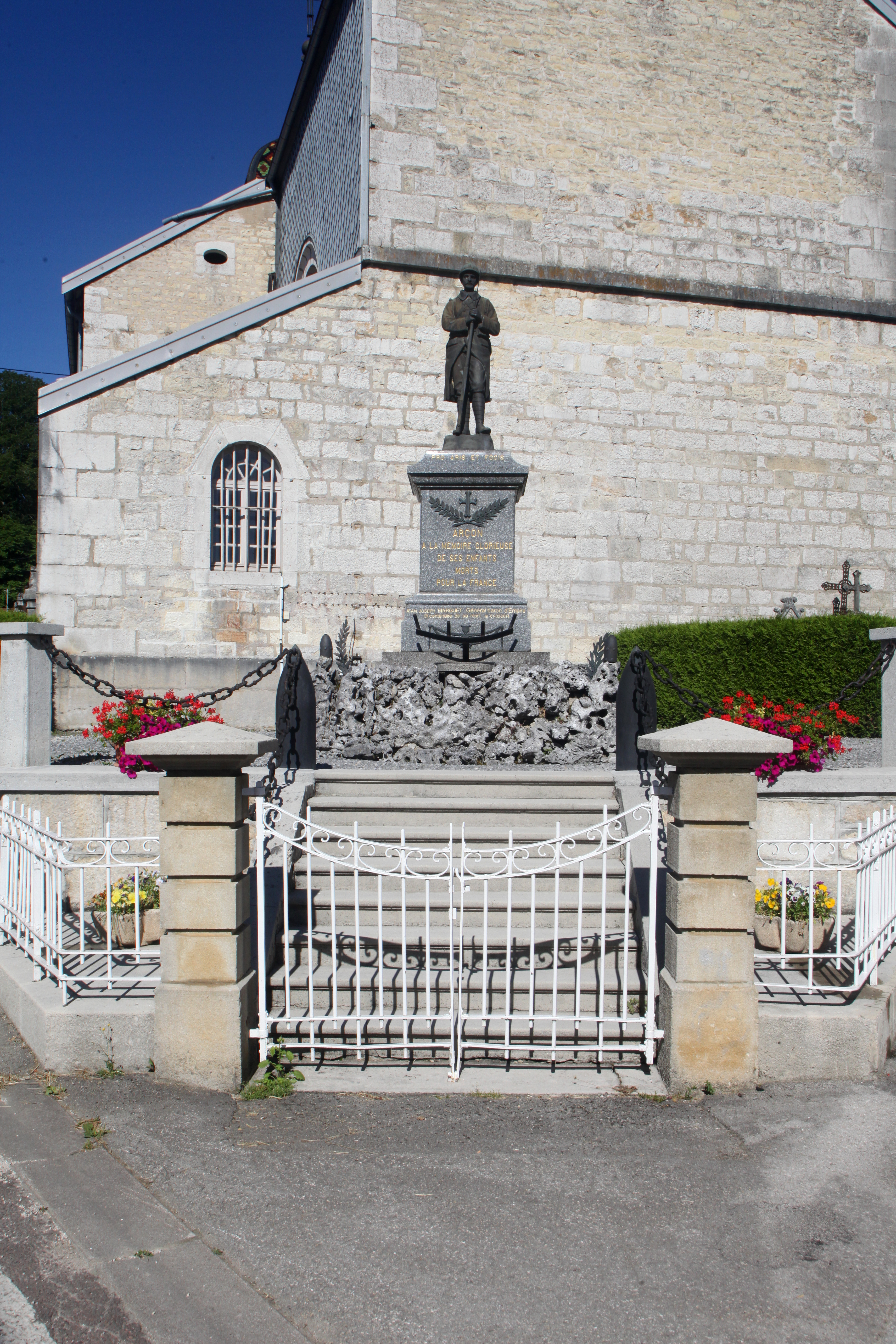
Monument aux morts.

- Mairie.
- Mairie.
- Église.
- Église.
- Monument aux morts.

### Personnalités liées à la commune
- Jean Joseph Marguet (1773-1814), général français de l'époque napoléonienne né à Arçon, mort à la bataille de La Rothière le 1er février 1814.
- Claudius Dornier : la famille paternelle du célèbre constructeur d'avions allemand est originaire d'Arçon.